# Carl Albrecht Bernoulli
Carl Albrecht Bernoulli, Pseudonym Ernst Kilchner (* 10. Januar 1868 in Basel; † 13. Februar 1937 in Arlesheim) war ein Schweizer evangelischer Theologe und Schriftsteller.

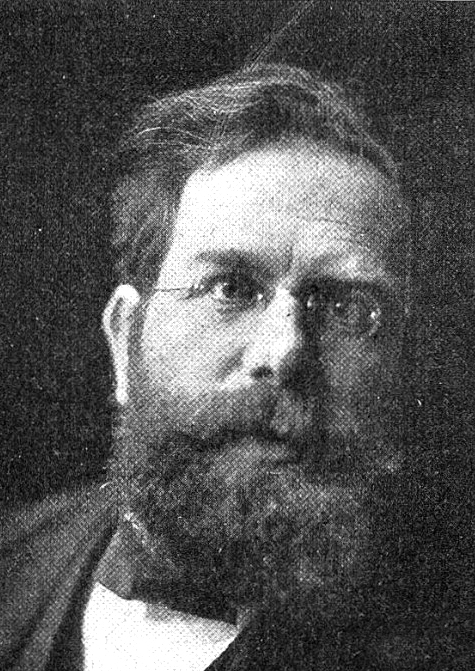
Carl Albrecht Bernoulli

## Leben
Bernoulli war der Sohn des Juristen Carl Johann Bernoulli aus der Familie Bernoulli. An der Universität Basel studierte er Theologie, vor allem bei  Bernhard Duhm und Franz Overbeck. Später wechselte er an die Hochschulen von Strassburg und Marburg. 1894 erreichte er das Lizentiat und im darauffolgenden Jahr wurde er Privatdozent für Kirchengeschichte in Basel. Diese Funktion füllte er bis 1897 aus.
In diesem Jahr debütierte er als Schriftsteller unter dem Pseudonym «Ernst Kilchner» mit dem Roman Lucas Heland. Ende des gleichen Jahres veröffentlichte er eine Schrift zur Kirchengeschichte, die als Habilitation anerkannt wurde. Er verzichtete aber auf eine Lehrbefugnis und war seit 1898 freier Schriftsteller. Bis an sein Lebensende publizierte er sowohl Belletristisches (auch Festspiele) als auch Wissenschaftliches, u. a. zur Kirchengeschichte.
Nach dem Tod seines Lehrers Overbeck verteidigte er diesen öffentlich gegen Anschuldigungen aus dem Nietzsche-Archiv, namentlich von Seiten Elisabeth Förster-Nietzsches. Sein zweibändiges Werk Friedrich Nietzsche und Franz Overbeck. Eine Freundschaft, erschienen 1908 im Diederichs Verlag, kann als das Standardwerk der «Basler Tradition» in der Nietzscheforschung gelten, die das verklärende Nietzsche-Bild des Weimarer Archivs geraderücken wollte. Im zweiten Band musste wegen eines von Heinrich Köselitz angestrengten Verfahrens eine Reihe von Stellen zunächst geschwärzt und dann ganz gestrichen werden (siehe Näheres unter Nietzsche-Archiv).

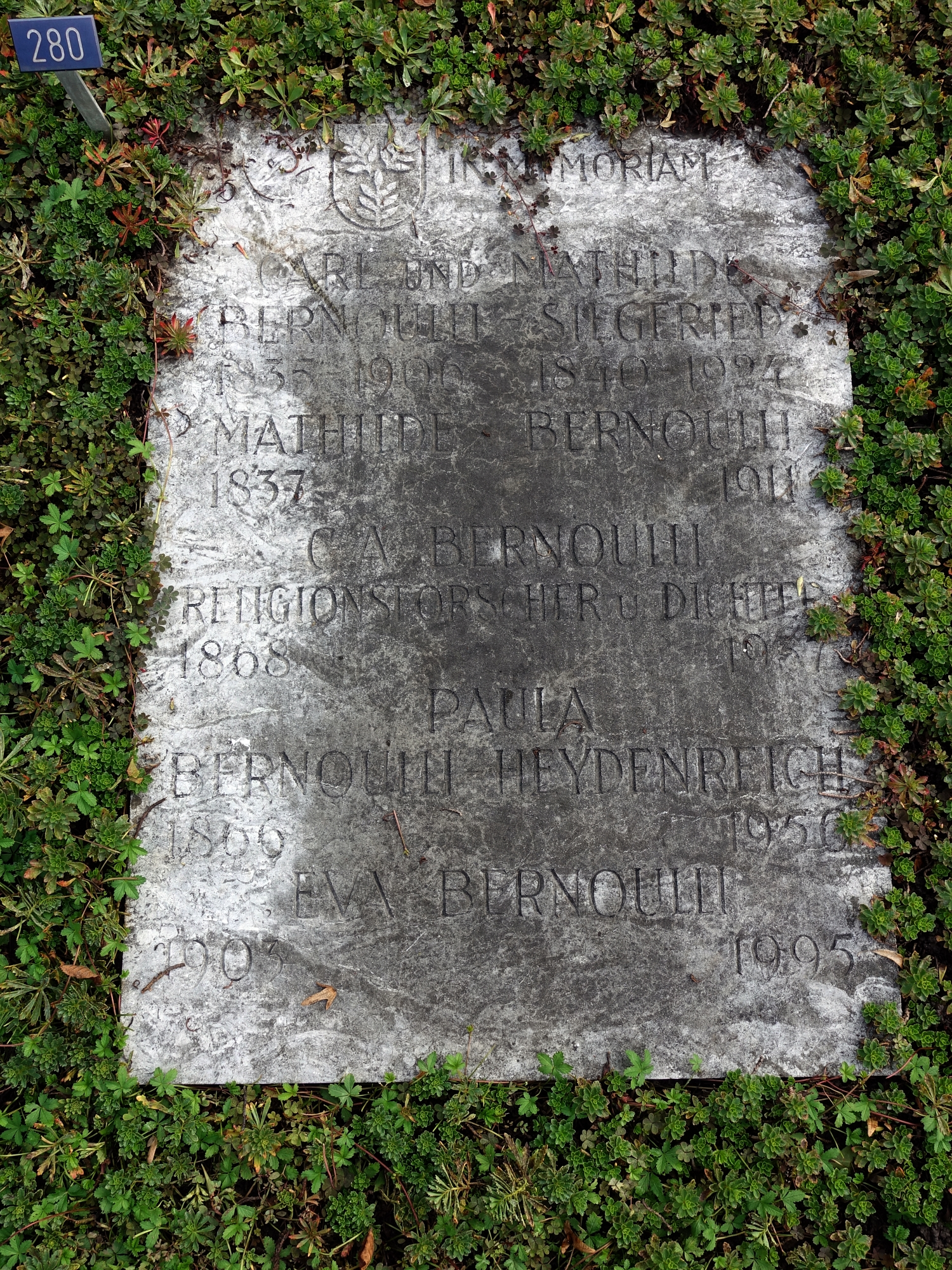
Familiengrab auf dem Friedhof am Hörnli

Bernoulli gab auch Schriften aus dem Nachlass Overbecks heraus. In der aktuellen Werkausgabe Overbecks ist Bernoullis Kompilation Christentum und Kultur aus Overbecks Nachlassbeständen mit Herkunftsnachweisen und kritischem Apparat nachgedruckt. Bernoulli wurde gelegentlich kritisiert, den öffentlichen Streit zu suchen und etwa in den Prozessen gegen das Nietzsche-Archiv mit Sensationalismus dem Andenken seines Lehrers Overbeck und auch Nietzsches zu schaden.
Die Jahre 1898 bis 1901 war er abwechselnd in Paris und London tätig. 1901 heiratete er Paula Heydenreich und lebte mit ihr die folgenden fünf Jahre in London und Berlin. 1906 liess er sich in Arlesheim nieder und lebte dort für den Rest seines Lebens. 1922 übernahm er als Privatdozent für Religionsgeschichte in Basel das Ryhnersche Lektorat und wurde dann auch 1926 zum ausserordentlichen Professor für Kirchengeschichte ernannt.
Im Alter von 69 Jahren starb Carl Albrecht Bernoulli am 13. Februar 1937 in Arlesheim. Seine letzte Ruhestätte fand er auf dem Friedhof am Hörnli.
Seine Tochter Eva Bernoulli veröffentlichte 1987 ein Buch Erinnerungen an meinen Vater Carl Albrecht Bernoulli 1868–1937.

## Werke
- Lucas Heland. Roman (1897)
- Die wissenschaftliche und die kirchliche Methode in der Theologie (1897)
- Die Heiligen der Merowinger (1900) Digitalisat
- Zum Gesundgarten. Roman (1906)
- Friedrich Nietzsche und Franz Overbeck. Eine Freundschaft (1908)
- Johann Jakob Bachofen und das Natursymbol. Ein Würdigungsversuch (Basel 1924)
- Systematische Auswahl aus Bachofens Werken: Urreligion und antike Symbole. 3 Bände. (Leipzig 1926)
- Jesus wie sie ihn sahen. Eine Deutung der drei ersten Evangelien (1928)